# Horvát Parasztpárt
A Horvát Parasztpárt (horvátul Hrvatska seljačka stranka vagy HSS) centrista politikai párt Horvátországban, amelyet 1904. december 22-én Antun és  Stjepan Radić alapított Horvát Népi Parasztpárt (HPSS) néven.
A Horvát Parasztpárt vezetői befolyásának köszönhetően történelmileg az egyik legjelentősebb horvát politikai párt volt Ausztria-Magyarországon, a Szerb-Horvát-Szlovén Királyságban és a Jugoszláv Királyságban. Kiállt a horvát társadalom általános demokratizálódása és a horvát nemzeti kérdés megoldása mellett. Elvei szerint haladó nemzeti/néppárt volt, amely a horvát társadalom akkori nagy többségét jelentő horvát parasztságot tekintette a horvát nemzet alapjának. A 20. század első felében ez volt a legelfogadottabb politikai párt a horvátok körében. Szervezetein (Hrvatsko srce, Seljačka sloga) keresztül a HSS jelentős szerepet játszott a nők emancipációjában. Ezeket a szervezeteket azért hozták létre, hogy „a nők társadalmi és kulturális fejlődését előmozdítsák”, valamint „felébresszék a nők és férfiak közötti egyenlőség tudatát”, valamint „elismertessék a nők szavazati jogát” Ausztria-Magyarországon a párt elfogadta az osztrák-szlávizmus eszméit, és a Monarchia négy szövetségi egységre – német, magyar, csehszlovák és horvát, illetve délszláv – föderalizálása mellett érvelt. A Radić testvérek az Osztrák-Magyar Monarchián belül, amelyet kettő helyett három részre osztottak volna, lehetségesnek tartották a horvát államiságot. Amikor 1918-ban létrejött a Szerb-Horvát-Szlovén Királyság, a párt ezen belül önállóságot követelt Horvátországnak. Ez akkora támogatást szerzett a számukra, hogy az 1920-as parlamenti választáson a párt nyerte el a Horvátországnak fenntartott összes, 58 mandátumot.
1920-ban, a horvátok rossz helyzetével elégedetlen a párt a nevét Horvát Köztársasági Parasztpártra (HRSS) változtatta, és elkezdte szorgalmazni a királyságtól való elszakadást és a „békés paraszti Horvát Köztársaság” létrehozását. Az 1923-as és 1925-ös választásokon a HRSS megduplázta a megszerzett szavazatok számát, és ezzel a jugoszláv parlament második legnagyobb pártjává vált. 1927-ben a rezsim folyamatos zaklatásai miatt a HRSS kénytelen volt enyhíteni politikáján. Nevét Horvát Parasztpártra (HSS) változtatta, elismerte a Vidovdan-alkotmányt, és koalíciót kötött a Szerb Népi Radikális Párttal. Ez azt eredményezte, hogy a HSS elvesztette népszerűségét, ami az 1927-es választásokon vált nyilvánvalóvá, amikor az előző választásokon szerzett szavazatok csaknem harmadát elvesztette. A radikálisokkal kötött koalíciós megállapodás felmondása után a HSS Pribičević Független Demokrata Pártjával létrehozta a Paraszt-Demokratikus Koalíciót. Idővel egyre erősödő konfliktusba került az országban a Népi Radikális Párt vezette unitarista erőkkel, és a konfliktus tetőpontja a HSS vezetése elleni 1928. június 20-i nemzetgyűlési merényletben csúcsosodott ki, amikor a radikális Puniša Račić megölte Đura Basaričkot és Pavlo Radićot, valamint megsebesítette Ivan Pernart, Ivan Granđát és Stjepan Radićot, akik még ugyanabban az évben meghaltak. 1928-ban, Stjepan Radić meggyilkolása után Vladko Maček lett a HSS új elnöke.
Miután I. Sándor jugoszláv király 1929-ben bevezette a diktatúrát, a HSS-t betiltották, tagjait pedig eljárás alá vonták. Válaszul az usztasák a bolgár nacionalistákkal együttműködve 1934-ben Marseille-ben egy merénylet során megölték Sándor királyt. Utódja Pál régens herceg lett, aki újra engedélyezte a politikai pártok működését. A HSS az 1935-ös és 1938-as választásokon az Egyesült ellenzéki koalíció tagjaként vett részt, ami segített visszaszerezni befolyását. Maček a Jugoszláv Demokrata Párttal együttműködve végül a közte és Dragiša Cvetković között kötött megállapodással megoldotta a horvát kérdést Jugoszláviában, amely Jugoszlávia azon területén, ahol a horvátok voltak többségben, létrehozta a Hrvatska Banovinát, és létrehozta az országot vezető koalíciós kormányt. A történészek a Banovina létrehozását Jugoszlávia további föderalizálására tett kísérletnek tekintik. Cvetković miniszterelnökként 1941 márciusában aláírta a hármas paktumot a náci Németországgal, de a hónap végén a Dušan Simović tábornok vezette katonai puccsal megbuktatták a koalíciós kormányt. A náci Németország és szövetségesei 1941 áprilisában megtámadták Jugoszláviát, amely a hadsereg általános szervezetlensége miatt hamarosan kapitulált. A Független Horvát Állam (NDH) nevű náci bábállam 1941-es megalakulása után a HSS-t ismét betiltották, tagjainak fele az Usztasához, vagy a partizánokhoz csatlakozott, egy része pedig hűséges maradt Mačekhez, aki úgy gondolta, hogy a szövetségesek győzelme liberális demokráciát hozna Horvátországba, mellyel a HSS visszatérne a hatalomba. Maček felszólította a horvát népet, hogy működjön együtt az új rezsimmel, de az usztasák előbb rövid időre a Jasenovaci koncentrációs táborba zárták, majd Kupinaciba internálták. 1944 májusában Ivan Šubasic a párt emigráns politikusa az Egyesült Királyság támogatásával aláírta a Vis-i megállapodást Titóval, amelyben megállapodtak a háború utáni úgynevezett koalíciós kormányról. 1944 augusztusában a HSS a lázadó usztasa miniszterekkel, Mladen Lorkovićcsal és Ante Vokićcsal, valamint a Horvát Honvédség több tisztjével együttműködve megpróbálta megdönteni az usztasa rezsimet és átadni Horvátországot a szövetségeseknek, de az összeesküvés tömeges letartóztatásokkal ért véget. 
1945 márciusában civil pártok, köztük a HSS, csatlakoztak a Demokratikus Szövetségi Jugoszlávia Ideiglenes Kormányához. 1945 májusában Maček elhagyta az országot, míg a HSS két frakcióra szakadt. Voltak ekik a kommunistákkal szembeni ellenállásuk miatt bojkottálták az 1945-ös választásokat, ímg mások együttműködtek a kommunistákkal. Amikor azonban az általános és demokratikus választásokat megtartották, a kommunisták választási csalással magukhoz ragadták a hatalmat, és kizárták a polgári pártokat a kormányban való részvételből. Hamarosan a kommunista párt kivételével minden politikai párt tevékenységét betiltották, így a HSS ismét külföldre került. A szocialista Jugoszlávia időszakában (1945–1991) a HSS külföldön tevékenykedett. Maček halála után a pártot Juraj Krnjević vette át, aki 1988-ban bekövetkezett haláláig vezette azt.
1991. május 25-én az úgynevezett Egyesítési Közgyűlésen Drago Stipac vezetésével a HSS-t újraalapították, a HSS-nek azonban nem volt akkora ereje, mint a korábbi években, és a vezető párt a Dr. Franjo Tuđman vezette Horvát Demokratikus Közösség volt. A párt először a 2000-es választások után került be a kormányba, amelyben a liberális koalíció (HSS-IDS-HNS-LS-SDA) tagjaként vett részt. A miniszterelnök Ivica Račan (SDP), a szábor elnöke pedig Zlatko Tomčić volt. Miután a HSS elvesztette a 2003-as választásokat, a párt ellenzékbe került. A 2007-es választásokon a HSS egy újabb liberális koalíciót hozott létre (HSLS-PGS-ZDS-ZS), és végül Ivo Sanader második kabinetjében a Turisztikai és Mezőgazdasági Minisztériumot, míg Jadranka Kosor kabinetjében a Turisztikai és Regionális Fejlesztési Minisztériumot vezette. 2011-ben a párt mindössze egy parlamenti helyet szerzett, amivel ellenzékbe került. A 2015-ös választásokon a HSS a konzervatív Hazafias Koalíció tagjaként egy mandátumot szerzett, és Tihomir Orešković kormányát támogatta. A 2016-os választásokon a HSS a liberális Népkoalíció tagjaként 5 mandátumot szerzett.

## Története

### Radić elnöksége

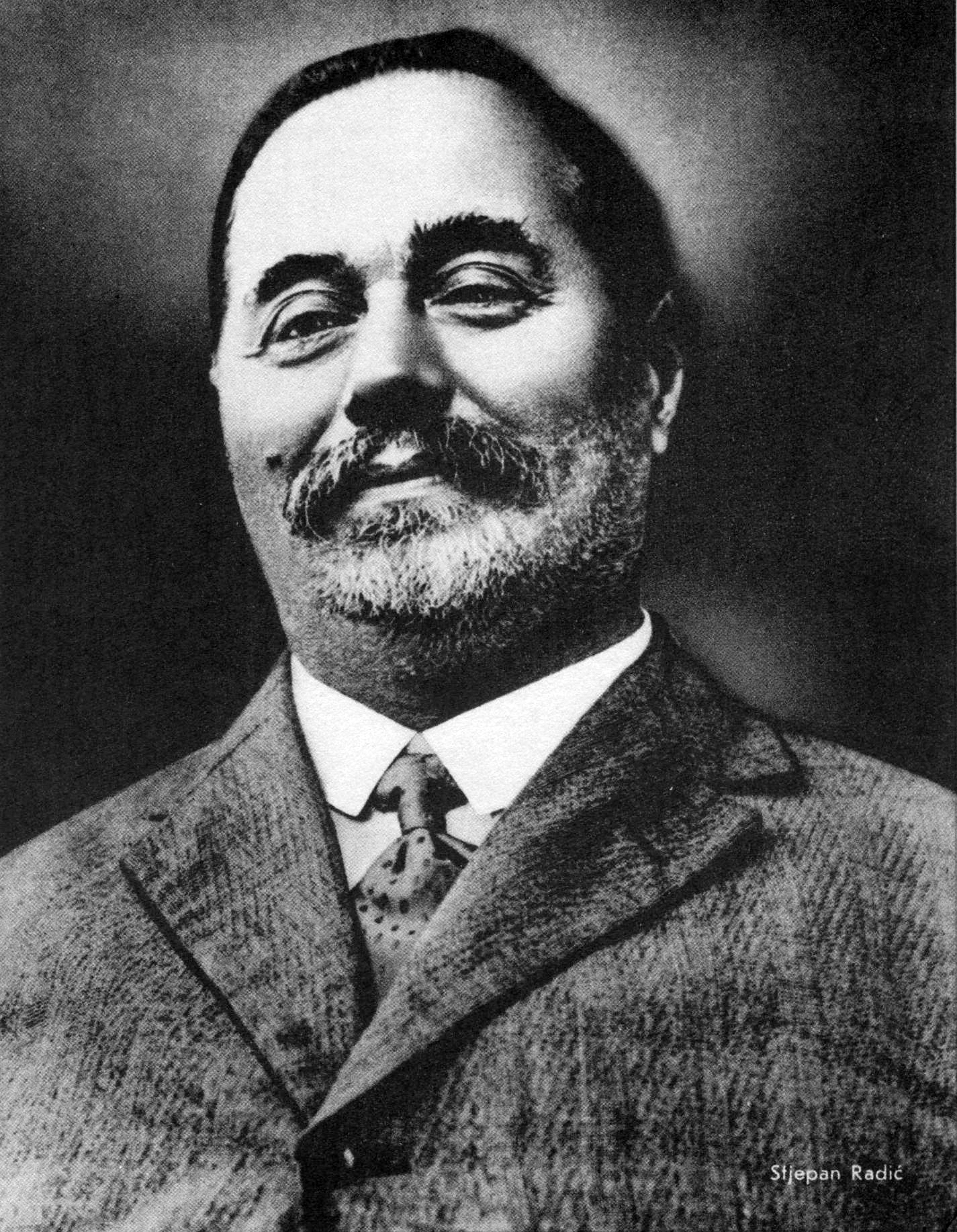
Stjepan Radić

A Horvát Népi Parasztpártot (Hrvatska pučka seljačka stranka, HPSS) 1904-ben hozták létre a Radić testvérek Stjepan és Antun a dualista Ausztria-Magyarország magyar részéhez tartozott Horvát-Szlavón Királyságban. Az alapítási folyamat hivatalosan 1904. március 10-én kezdődött kilenc hónappal később, december 5-én pedig megalakult az ideiglenes bizottság, amely úgy döntött, hogy a párt neve „Horvát Népi Parasztpárt” lesz, majd 1904. december 22-én elfogadták a pártprogramot, így ezt a napot kell a pártalapítás napjának tekinteni. Stjepan Radić hosszú ideig készítette elő a Horvát Népi Parasztpárt létrehozását. Ennek során 1904 májusában Dörnyén és a környező falvakban (Torčec, Gyelekóc, Sigetec, Hlebine) tartózkodott, ahol magánházakban szervezte a parasztokat, első nyilvános tömeggyűléseit pedig 1904 augusztusában Kamarcsán, Molnán és Prodavízen tartotta. December 5-én Zágrábban találkoznak Stjepan Radić, Antun Radić, Svetimir Korporić, Milan Krištof, Ivan Gmajner és Benjamin Šuperina, és megállapodnak egy új, Horvát Népi Parasztpárt nevű politikai párt létrehozásáról, és létrehozták a párt ideiglenes bizottságát. A pártprogramot december 22-én fogadták el, így ezt a napot tekintik a párt alapításának napjának. Az első helyi szervezet 1905. január 29-én alakult meg Prodavízen. A HPSS megalapítása az Egyesült Horvát Ellenzék széttöredezési folyamatának része volt. A párt egy átfogó, alulról építkező hálózat, nemzeti egység és agrárizmus kialakítására törekedett. Bár a HPSS az első világháború vége előtt csekély jelentőséggel bírt, a párt 1918 után fokozatosan tömegmozgalommá vált. Ezzel központi szerepet kapott a horvát nemzeti integráció kiteljesítésében. A HPSS antimilitarizmus és pacifizmus platformja, amelyet a zöld káderekkel kapcsolatos széles körű zavargások érintettek a háború utolsó évében különösen Horvátországban és Szlavóniában vált nagyon népszerűvé. Továbbá a korlátozott szavazati jogok 1918 után az általános férfiúi választójog bevezetésével bővültek, lehetővé téve, hogy az arányosan nagy paraszti lakosság (akkor Horvátország-Szlavónia 80%-a) túlnyomórészt a HPSS-re szavazzon. Antun Radić 1919-ben halt meg, így Stjepan a HPSS egyedüli vezetője lett.

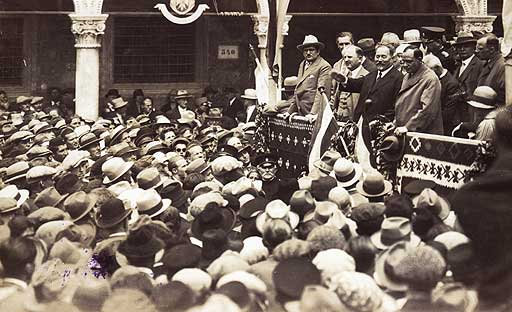
Stjepan Radić beszédet mond egy dubrovniki nagygyűlésen

A háború után, az 1920-as horvát parasztlázadást követően a HPSS lett az egyetlen jelentős politikai párt Horvátországban, és a második legnagyobb párt az újonnan megalakult (később Jugoszláviára átkeresztelt) Szerb-Horvát-Szlovén Királyságban. Az 1920-as években a HPSS politikája a republikanizmuson, az új állam további egyesítésével szembeni ellenálláson, a semleges horvát paraszti köztársaság követelésén és a nemzeti önrendelkezés támogatásán alapult. A köztársasági üzenet megerősítése érdekében a HPSS-t 1920-ban formálisan Horvát Köztársasági Parasztpártra keresztelték.  Nem sokkal a Paraszt Internacionáléhoz való csatlakozása után, az 1925-ös jugoszláv parlamenti választások előtt, politikai, rendőrségi, katonai és félkatonai nyomást alkalmazva, a rezsim kampányt indított a párt tevékenységének visszaszorítására és letartóztatta annak vezetőit. Annak ellenére, hogy a választásokon a párt a második legtöbb szavazatot kapta, a kormányoldal megtartotta parlamenti többségét. Mindazonáltal nem sokkal a választás után tárgyalások folytak Radić és Sándor király követei között. A tárgyalások azzal végződtek, hogy cserébe szabadon bocsátása és a Népi Radikális Párt (NRS) vezette koalíciós kormányban való részvétele fejében Radić lemondott a republikanizmusról és elfogadta a monarchiát. A pártot Horvát Parasztpártra (HSS) nevezték át. Radić később elismerte, hogy népe védelmében fogadta el a monarchiát. Az országot 1927-ig kormányzó koalíciós kormányban azonban a HSS-nek csekély valódi befolyása volt. Ugyanakkor Horvátországban és a HSS-ben is – bár nem eléggé ahhoz, hogy a vezetést fenyegesse – bírálták Radić koalícióban való részvételét. A tagság egy része tiltakozásul kivált a pártból, megalakítva a Horvát Föderalista Parasztpártot. A Jugoszlávia Kommunista Pártja (Komunistička partija Jugoslavije, KPJ) a rendszerrel való együttműködése miatt szintén bírálta Radićot. A KPJ akkoriban a föderalista megközelítést alkalmazta az ország megreformálására, és a HRSS köztársasági mozgalmát potenciális toborzási célterületnek tekintette. A HSS ezzel szemben, a KPJ formális föderalista politikájától függetlenül, a KPJ-t egységpártinak tekintette, és lényegében a szerb célok előmozdítására irányuló politikai törekvésnek tartotta.

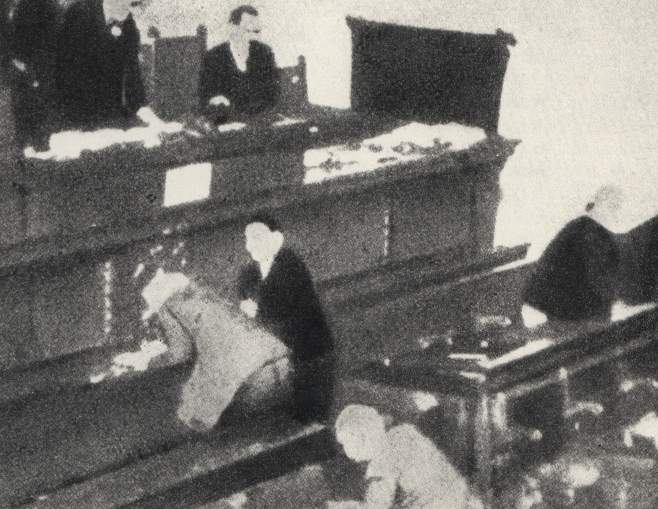
A HSS tagjai elleni merénylet 1928. június 20-án a belgrádi parlamentben

A HSS 1927 januárjában kilépett a kormányból. Radić folytatta a horvát kérdés megoldását azzal, hogy szorgalmazta a horvát területek, köztük Szlavónia és Dalmácia egyetlen önkormányzati egységbe való egyesítését, és az olasz bevándorlásnak az 1925-ös nettunói szerződés eltörlésével történő megállítását. A HSS novemberben a Független Demokrata Párttal (Samostalna demokratska stranka, SDS), a horvátországi szerbek legnépszerűbb pártjával megalakította a Paraszt- Demokratikus koalíciót. Az ellenzék és a kormány közötti feszült viszony tovább fokozódott, mígnem a parlamentben egy kiabálás odáig fajult, hogy 1928. június 20-án az NRS képviselője Puniša Račić lelőtt több HSS parlamenti képviselőt. Közülük kettőt megölt és hármat – köztük Radićot – súlyosan megsebesített. Radić azt állította, hogy a lövések a rezsim tervének eredményeként dördültek el, és a HSS-nek fel kell hagynia a pacifizmussal. Nem sokkal ezután, augusztus 8-án Radić belehalt sérüléseibe. A merényleteket követően a horvátok körében – akik egységesnek tűntek az állam átalakítását követelően – a jugoszláv állam elveszítette legitimitását. A HSS így a horvátok egyetlen jelentős politikai pártja lett. Radić halála után szinte azonnal megválasztották Vladimir Mačeket Radić helyére.

### Maček elnöksége
Maček elnöksége alatt a HSS továbbra is a rendszer politikai ellenfele volt. A HSS-t is magába foglaló Egyesült Ellenzék részt vett az 1935-ös és 1938-as jugoszláv parlamenti választáson. Az utóbbiban az Egyesült Ellenzék szerezte meg a szavazatok többségét, de a választási törvény sajátossága miatt a 373 parlamenti mandátumból csak 67-et kapott. A kormánynak a jogállamiság és a közrend biztosításának terén produkált kudarca miatt a HSS 1936-ban megalapította a Horvát Polgári- és Parasztvédelem  (Hrvatska gradanska i seljačka zaštika; HSZ) nevű félkatonai szervezetet, amelyet azért hoztak létre, hogy megvédjék a horvátokat a rezsim által támogatott vagy tolerált félkatonai szervezetekkel szemben. A haderőt, mint a velebiti felkelést követően fizikai védelmet nyújtani képes haderőt a horvátok közötti uralomra törekvő Usztasa tevékenységre adott válaszul is tervezték. Az volt a célja, hogy bebizonyítsa, hogy a HSS nem egy pacifista szervezet, amely beletörődött a passzivitásba. A városokban a HSZ Horvát Polgári Védelem néven működött.

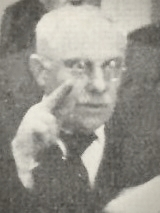
Vladko Maček

Maček 1936-ban és 1937-ben sikertelenül tárgyalt Pál régensherceg miniszterelnökével, Milan Stojadinovićtyal a horvát földek bizonyos fokú autonómiájának Jugoszlávián belüli megszilárdítása céljából, majd miután több európai kormánnyal is felvette a kapcsolatot, és nem kapta meg a támogatásukat, 1938-ban az olasz külügyminiszterhez Galeazzo Cianohoz fordult. Maček egy közvetítőn keresztül elmagyarázta Cianónak a HSS által elképzelt Horvátországot, amely Jugoszlávia szövetségi egységeként egyesítené az egykori Horvátország–Szlavónia területeit az Újlak és Szávaszentdemeter közötti vonallal határolt területtel, a Kotori-öböl nélküli Dalmácia területével, valamint Bosznia-Hercegovinának a Vrbas és a Neretva folyóktól nyugatra fekvő területeivel. Abban az időben Olaszország, a horvát nacionalista csoportot, az Usztasát támogatta, de Ciano inkább a Mačekkel való együttműködésre törekedett, mert a HSS sokkal nagyobb támogatottságot élvezett a horvátok körében, és mert Ciano úgy gondolta, hogy ez az együttműködés gátolná a HSS és a náci Németország közötti kapcsolatokat – megakadályozva a német hozzáférést az Adriai-tengerhez. Ciano visszaírt Mačeknek, hogy nagyobb területet követeljen, és fejtse ki elképzeléseit.
1939-ben Stojadinovićot Dragiša Cvetković váltotta fel, akit Maček ugyanezzel az elképzeléssel keresett meg. Előzetesen megegyezésre is jutottak, de Pál herceg megvétózta a Bosznia-Hercegovina felosztását kilátásba helyező ötletet. Maček ezután visszaírt Cianónak kifejtve, hogy Horvátország a Jugoszlávián belüli szövetségi egység formáját keresi, közös külügyekkel, védelemmel, központi bankkal, állami monopóliumokkal és vámokkal. Módosította a területi igényeket is azzal, hogy a Vrbas vonalat a Boszna folyóhoz helyezte át. Cserébe az olasz külügyminisztérium kidolgozott egy dokumentumot, amelyben kölcsönt ajánlott fel Mačeknek egy felkelés finanszírozására, amelyet a HSS indítana, majd felkérné az olaszokat a katonai beavatkozásra. A terv egy olasz védnökség alatt álló horvát állam létrehozását is előirányozta. Maček visszautasította az ajánlatot, és azt mondta, hogy ez nem az, amit kért, és időközben alkut kötött a Cvetković-kormánnyal. Végül 1939. augusztus 26-án megkötötték a Cvetković–Maček-megállapodást, amellyel létrehozták a Jugoszlávián belüli autonóm Horvát Banovinát. Maček Jugoszlávia miniszterelnök-helyettese lett, és a Paraszt-Demokratikus Koalíció több tagja is bekerült a kormányba. A megállapodás feldühítette az Usztasát, amely propagandakampányt indított Maček és a HSS, mint a horvát érdekek árulói ellen, miközben Olaszország ismét az Usztasát támogatta.

### A második világháború alatt

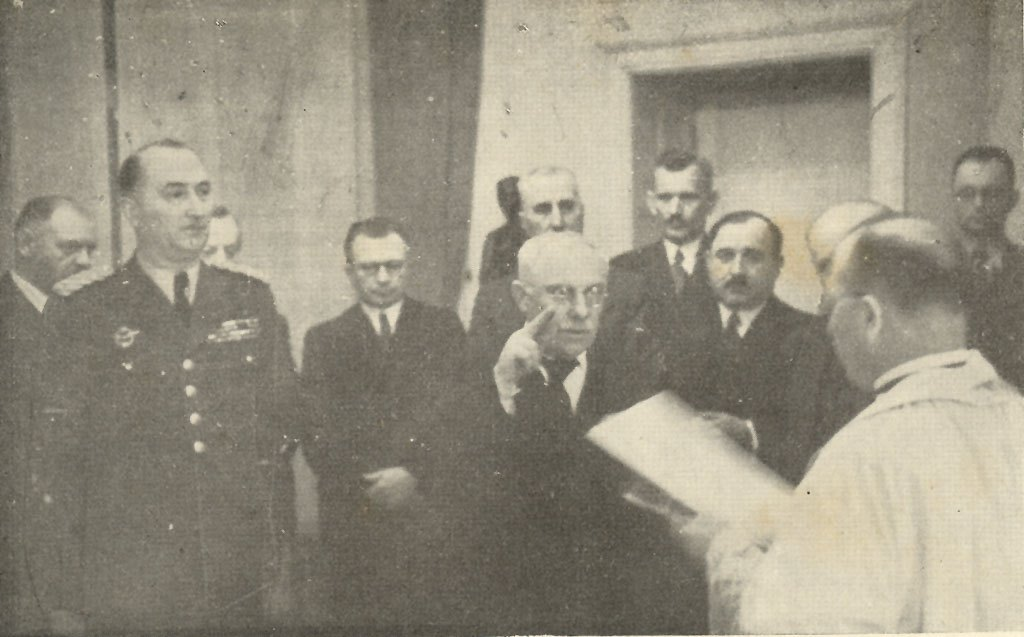
Vladko Maček leteszi a miniszterelnök-helyettesi esküt 1941. márciusában

Lengyelország 1939-es német inváziója után a Cvetković–Maček-kormány kinyilvánította semlegességét. 1940. november 20-án, illetve 23-án a tengelyhatalmak Háromoldalú Paktumához a Jugoszláviával szomszédos országok, Magyarország, Románia, majd 1941. március 1-jén Bulgária is csatlakoztak. Jugoszlávia 1941. március 25-én követte példájukat és csatlakozott a szövetséghez. Két nappal később a kormányt megbuktatták, és helyette új kormány alakult Dušan Simović tábornok vezetésével, aki kivonta Jugoszláviát a háromoldalú egyezményből. Simović azzal a céllal, hogy a horvátok körében is javítsa kabinetjének támogatását, továbbra is együttműködött a HSS-szel, és kiterjesztette a Horvát Banovina hatáskörét a rendőrségre és a fegyveres erőkre. Ennek eredményeként a HSS elnöke és Jugoszlávia miniszterelnök-helyettese Vladimir Maček megfontolta a HSS félkatonai szervezetének feloszlatását. Jugoszlávia háromoldalú egyezményből való kilépése miatti megtorlásként Adolf Hitler azt tervezte, hogy felosztja az országot, és területének egy részét a náci Németországhoz és szövetségeseihez csatolja. Az olasz diktátor Benito Mussolini ezt támogatta, mivel Jugoszlávia egyes részeit a fasiszta Olaszországhoz kívánta csatolni. A német tervek Jugoszlávia felosztására a horvátok számára is valamilyen autonómiát irányoztak elő, majd napokkal később Németország úgy döntött, hogy létrehoz egy horvát bábállamot.
Alfred Rosenberg, a náci párt külpolitikai tanácsadója azt tanácsolta Hitlernek, hogy ajánlja fel Mačeknek egy ilyen állam vezetését. A Mačekhez küldött német delegáció előtt azonban Maček visszautasította az ajánlatot, melyet ezután az olaszországi székhelyű Usztasa vezetőjének, Ante Pavelićnak ajánlottak fel. Április 8-án, anélkül, hogy kifejezetten Jugoszláviára utalt volna, Maček nyilatkozatot adott ki, amelyben rendet és fegyelmet sürgetett a fegyveres erők körében. Április 10-én az Usztasa legmagasabb rangú, az országban tartózkodó vezetője Slavko Kvaternik kikiáltotta a Független Horvát Államot (NDH). Maček erre újabb közleményt adott ki, melyben őszinte együttműködésre szólít fel az új „nacionalista mozgalom” kormányával. A könnyű fegyverzetű HSS-milíciák – a parasztőrség és a polgárőrség – hűséget fogadtak az NDH-nak, és számos egység segített lefegyverezni a Jugoszláv Királyi Hadsereg egyes részeit.

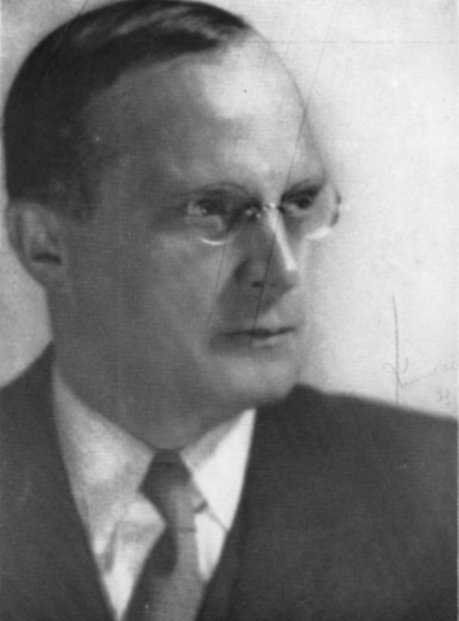
Juraj Krnjević

 Miután az Usztasa megszerezte az irányítást, a milícia egyes egységeit az NDH fegyveres erőibe integrálták, másokat pedig feloszlattak. Maček politikája az volt, hogy megvárja, amíg a nyugati szövetségesek felszabadítják az országot, hogy a HSS folytathassa munkáját. Arra számított, hogy a  Szovjetunió olyan mértékben pusztul el, hogy nem tudja befolyásolni a háború utáni rendezést, és a nyugati szövetségesek sem tűrnének meg egy kommunista rezsimet a háború utáni időszakban Jugoszláviában. Arra számított, hogy helyreállítják és területileg bővítik az országot, és akkor Horvátország is területekat nyer. Április 11-én Maček a Zágráb melletti Kupinec faluban levő birtokára költözött. Maček döntését, hogy lemond miniszteri posztjáról, és a HSS titkárának Juraj Krnjevićnek adja át a helyét, a szerb miniszterek nehezményezték, mert ez tovább csökkentette a kormány presztízsét. A HSS két másik minisztere és Maček közeli munkatársa, Ivan Andres és Bariša Smoljan is lemondott posztjáról, annak érdekében, hogy maradhassanak az országban.

A HSS 1941-ben különböző frakciókra szakadt. Maček a párt legbefolyásosabb frakcióját vezette, amely a nyugati szövetségesek passzív kivárásának politikáját folytatta egyenlő távolságot tartva az Usztasától és a KPJ vezette partizánoktól. Más prominens HSS-politikusok eltérő megközelítést alkalmaztak. Ivan Šubašić csoportja elmenekült az országból, és csatlakozott a királyi száműzetésben lévő jugoszláv kormányhoz. Egy másik frakció Janko Tortić és Marko Lamešić vezetésével, akik aláírták a Jugoszlávia végét kimondó és a németek segítségét kérő határozatot, az usztasák támogatására váltott. Helyi szinten 7000 HSS-alapszervezetből körülbelül 70 fogadott hűséget az NDH-nak. Miután az NDH 1941 júniusában betiltotta a pártot, a HSS belső struktúrája formálisan is feloszlott. A (volt) HSS-tagoknak az Usztasába való beléptetésére tett erőfeszítés augusztus 10-én tetőzött, amikor 126 HSS-párttag jelentette be, hogy csatlakoztak az Usztasához.

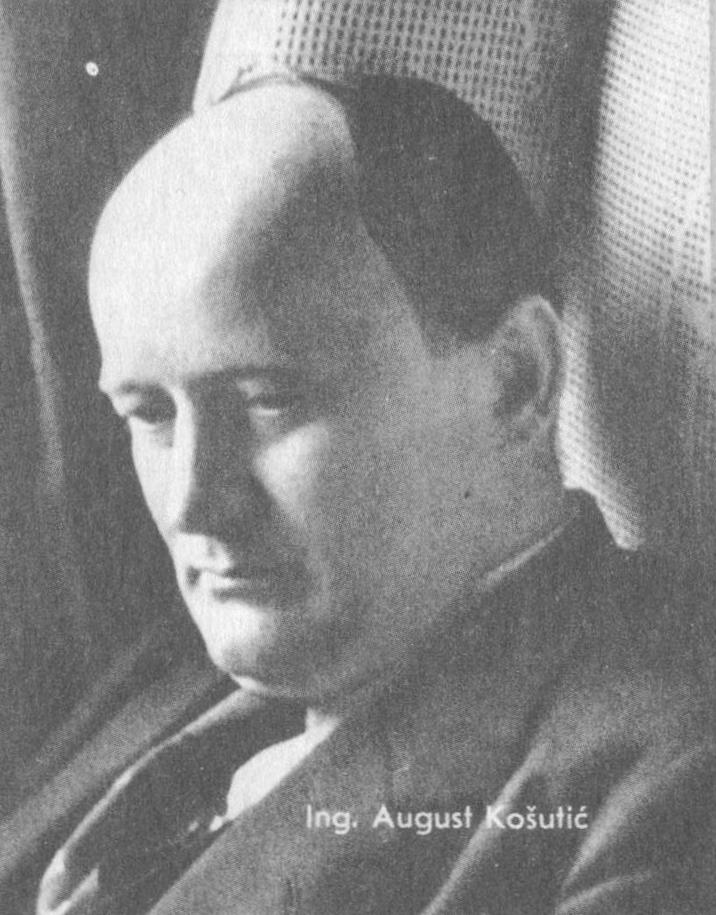
August Košutić

 Az Usztasa ellenzett minden együttműködést az emigráns jugoszláv kormánnyal, és kijelentették, hogy Maček áruló. Pozíciója tovább romlott, amikor az NDH meghatalmazott főmegbízottja, Edmund Glaise-Horstenau a nyár végén vagy kora ősszel meglátogatta Kupinecen, hogy rábeszélje, hogy váltsa le Pavelićet. Attól tartva, hogy Németország vagy Olaszország Mačeket állítja az NDH élére, az Usztasa október 15-én elrendelte, hogy Mačeket szállítsák a Jasenovaci koncentrációs táborba. Bebörtönzése gyakorlatilag véget vetett a HSS támogatóinak az Usztasa mozgalomhoz való csatlakozásának. Márciusban azonban Jasenovacról visszaköltöztették kupineci birtokára, ahol házi őrizetbe helyezték. Itt időszakos titkos kapcsolatot tartott fenn elnökhelyettesével, August Košutićcsal és számos más pártvezetővel.
Közben néhány HSS-tag csatlakozott a kommunisták által uralt nemzeti felszabadító mozgalomhoz. Ez a csoport kezdetben Božidar Magovac, Maček közeli munkatársa köré szerveződött, aki a párt nagyra becsült személyisége volt. Magovac 1943. május végén a partizánok által birtokolt területre költözött. A Horvát Kommunista Párt (KPH) hivatalos álláspontja az volt, hogy az újonnan érkezőket szívesen fogadják és szabadon megtarthatják. Vezetőjük, Andrija Hebrang helyesen hitte, hogy a HSS tagjainak nagyobb részvétele a horvátok szélesebb körű részvételét eredményezi a partizánharcban. Abban a hitben, hogy a nyugati szövetségesek elleneznék a kommunista uralmat Jugoszláviában, a HSS arra a következtetésre jutott, hogy a szövetségesek partraszállása várható valahol az Adria partja mentén, valószínűleg Dalmáciában. Hasonló feltételezéseket fogalmaztak meg a csetnikek is, akik a németek és az NDH ellenében a megszálló szövetségesekhez terveztek csatlakozni. 1941-ben és 1942-ben Josip Torbar a HSS nevében több találkozót is tartott Pavelićcsal, ahol megvitatták a hatalom esetleges átadását a HSS-nek. Noha Pavelić tett néhány ígéretet e tekintetben, a találkozók nem hoztak konkrét eredményt. 
A HSS csak egy demokratikusan megválasztott kormányhoz volt hajlandó csatlakozni, míg Pavelić nem volt hajlandó lemondani diktatórikus hatalmáról.

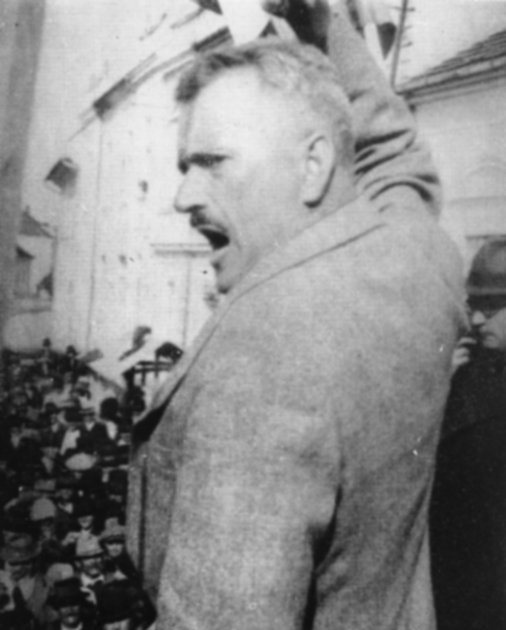
Josip Torbar

Amikor 1944-ben Románia (augusztus 23.) és Bulgária (szeptember 8.) átállt a szövetségesek oldalára, és amikor a szövetségesek normandiai inváziója már javában zajlott, a külügyminiszteri posztot betöltő Mladen Lorković ráébredt, hogy a tengelyhatalmak elveszítik a háborút, és ideje, hogy az NDH átálljon a a szövetségesek oldalára, egyúttal hadat üzennek a náci Németországnak.
Mladen Lorković és Ante Vokić miniszterek felvették a kapcsolatot a HSS vezetésével, akik a nyugati szövetségesekhez fűződő ideológiai közelségük és nemzetközi kapcsolataik miatt megpróbálhattak megegyezni az átállásról a szövetségesek oldalra. A HSS megtagadta az együttműködést egy ilyen kísérletben akkor, ha ezzel egyidejűleg nem biztosítják Ante Pavelićnek a hatalomból való eltávolítását. Ezért olyan terv született, hogy Lorkovićot állítsák az állam élére, aki majd bejelenti az NDH átállását a szövetségesek oldalára, míg Vokić katonai támogatást nyújt a puccshoz. Összeesküvésbe beavatták a horvát hadsereg azon tisztjeit, akik szimpatizáltak a HSS-sel, annak elnökével Vladko Mačekkel és másokkal, akik nem támogatták az usztasa rezsimet. Sőt, egyes források szerint maga Maček volt az összeesküvés ötletgazdája, és ő vette volna át a hatalmat az országban. Az összeesküvés azonban megbukott és több HSS-vezetőt, köztük Ljudevit Tomašićot és Ivanko Farolfit letartóztatták. August Košutićot, a HSS prominens tagját, aki összekötőként működött az összeesküvők és NOVJ között és a partizánok által ellenőrzött területen a brit hírszerző tisztek kapcsolata volt a partizánok tartóztatták le és 1946-ig börtönben volt.

### A háború után
A párthoz hű tagokkal egyeztetve és az NDH vezetése javaslatára Maček úgy döntött, hogy elhagyja Jugoszláviát, mielőtt a partizánok bevonultak Zágrábba, és a száműzetésből folytatja a politikát. Az NDH vezetése úgy vélte, Maček lenne az egyetlen járható alternatíva a kommunista uralmának Horvátország felett. Maček Stjepan Pezeljt hatalmazta fel, hogy Košutić szabadulásáig vezesse a HSS-t az országban, majd 1945. május 6-án az NDH segítségével távozott.Augusztus közepén, a Jugoszláviai Népfront (Narodni front Jugoslavije, NFJ) megalakulása után Šubašić engedélyt kért a KPJ-től a HSS háború előtti szervezetének visszaállítására. A KPJ ragaszkodott ahhoz, hogy megegyezzen a HRSS-szel. A HRSS vezetése augusztus 25-én találkozott Šubašićcsal, de nem született megállapodás.

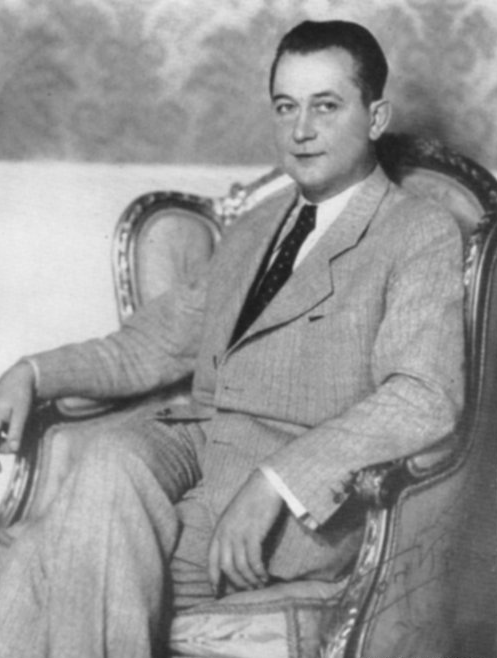
Ivan Šubašić

 A HRSS megtagadta Šubašić felvételét a pártba, Šubašić pedig azt mondta, hogy két horvát parasztpárt nem létezhet együtt. Jugoszlávia 1945 márciusában megalakult 28 fős ideiglenes kormánya 11 nem kommunista miniszterből állt,  de közülük csak hatan voltak korábban az emigránskormány tagjai. Ebből a hatból csak három nem volt a partizánok támogatója, vagy más módon nem állt velük kapcsolatban – Šubašić, Juraj Šutej a HSS és Milan Grol a  Demokrata Párt részéről. Grol augusztusban lemondott posztjáról, mivel a KPJ nem tartotta be az ideiglenes kormány létrehozásához szükséges demokratikus feltételeket. Szeptember 2-ára Šubašić HSS konferenciát hívott össze az Esplanade Zagreb Hotelbe. Az ott jelenlévők többsége úgy döntött, hogy nem köt koalíciót a HRSS-szel, és kimarad az NFJ-ből. Ehelyett a KPJ egyesült ellenzékéhez való csatlakozásra szavaztak, támogatták Šubašić és Šutej kormányról való lemondását, és arra kérték Šubašićot, hogy kilenc napon belül látogassa meg Mačeket Párizsban. Szeptember 10-én Edvard Kardelj (Tito egyik közeli munkatársa) közölte Šubašićcsal, hogy nem engedik elutazni, és Šubašić aznap éjjel agyvérzést kapott. A Šubašić és Šutej által kezdeményezett lemondások október 8-án léptek hatályba.

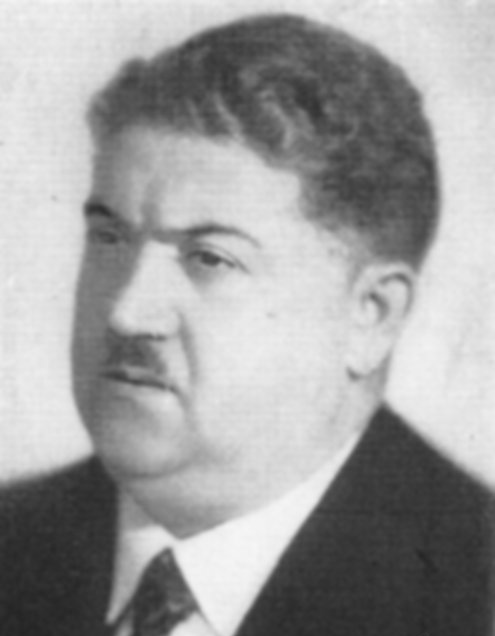
Juraj Šutej

Október 20-án a Košutićhoz legközelebb álló HSS-tagok kiadták a „Narodni glas čovječnosti, praviči i slobode'” (A humanizmus, az igazságosság és a szabadság népi hírnöke) című újságot. A kiadvány egyetlen száma, amelyet nagyrészt Košutić felesége, Mira és édesanyja, Marija Radić – Stjepan Radić HSS-alapító özvegye szerkesztett, amellett érvelt, hogy a HSS-nek meg kell tagadnia a hivatalos politikai pártként való regisztrációt, és bojkottálnia kell a közelgő, 1945-ös jugoszláv parlamenti választásokat arra hivatkozva, hogy a rezsim által a szabadságjogok korlátozása miatt nem lehetett kifejezni a nép szabad akaratát. A számot azzal az indokkal tiltották be, hogy sérti a népi szabadságharc vívmányait, az első számot kinyomtató nyomda dolgozói pedig megtagadták az újság további nyomdai munkáit. A november 11-én megtartott választásokat a teljes ellenzék, beleértve a HSS-t, bojkottálta. A bojkott ellen a rezsim egy külön szavazóurnát rendszeresített, amellyel hivatalosan felajánlotta az NFJ elleni szavazás lehetőségét. Két nappal a választások után bomba robbant Marija Radić könyvesboltja előtt, megakadályozva a további számok megjelenését. Nyomozás indult, de nem sikerült azonosítani az elkövetőt. 1946-ban, a tervezett horvát parlamenti választások előtt Šutej újból aktiválni akarta a HSS-t, de kiszabadulása után szeptember 6-án Košutić megvétózta a tervet, mert úgy gondolta, hogy az csak a rezsim elnyomását fokozza, és a HSS-nek még várnia kell. Šutej és Magovac függetlenként próbált indulni, remélve, hogy választási eredményeikkel megerősítik a HSS pozícióját, elkerülve a további elnyomást. A független jelöltségeket azonban a Horvát Népköztársaság miniszterelnöke Vladimir Bakarić elutasította, és a KPJ sorozatos kirakatpereket folytatott le, 1947–1948-ban teljesen szétverve a pártot. Ezt követően a HSS már csak száműzetésben működhetett.

### A mai párt
A többpártrendszer 1990-es megjelenésével a HSS újjáalakult, és az 1990-es választásokon több mandátumot szerzett a horvát parlamentben. A 2000-es választásokig ellenzékben maradtak, amikor a győztes Horvát Szociáldemokrata Párt vezette koalíció részeként három miniszteri tárcát kaptak.
A 2000-es választásokon a HSS vezette középkoalíció az IDS-HNS-LS és a Koalíció 25 mandátumot szerzett a parlamentben, ebből a HSS 17 mandátummal rendelkezett. A választások után a HSS koalíciót kötött az SDP-vel, és három minisztert (oktatási, mezőgazdasági és vállalkozási miniszter) egy miniszterelnök-helyettest adott a kormánynak. A horvát parlament elnöke, Zlatko Tomčić volt.
A 2001-es helyhatósági választásokon a HSS minden idők legjobb eredményét érte el, és a 21 megyei zsupánból 8-at adott, emellett sok települést és várost megnyert, és a második helyen végzett a helyi választott tisztségviselők számában.
A HSS ma olyan közép-európai politikai pártok közé tartozik, amelyek az agrárpárti politikát és az állam nagyobb gazdasági intervencióját hirdetik. Társadalmi kérdésekben a HSS nagyrészt konzervatív, a közéletben a keresztény alapú erkölcsöt támogatja. A HSS az Európai Néppárt (EPP) társult tagja.
A 2003. novemberi választásokon a párt a szavazatok 7,2%-át, a 151 mandátumból 10-et szerzett.
A 2007-es parlamenti választások előtt a HSS koalíciót jelentett be az ellenzéki pártokkal, a Primorje-Gorski Kotar Szövetséggel és a Horvát Szociálliberális Párttal. A koalíció a szavazatok 6,5%-át és a 153 mandátumból 8-at (maga a HSS hatot) kapott. A választások után Ivo Sanader kormánykoalíciójába kerültek, és két miniszteri tárcát (regionális fejlesztési és idegenforgalmi) kaptak, továbbá ők adták az egyik miniszterelnök-helyettest és a parlament alelnökét.
A 2011-es parlamenti választásokon a párt a párt történetének legrosszabb eredményét érte el, mindössze egy képviselői mandátumot és a szavazatok 3 százalékát szerezte meg.
A párt 2012. január 28-i konvenciója Branko Hrget választotta új elnökévé.
2014-ben a Horvát Demokratikus Közösséggel koalícióban álló Horvát Parasztpárt – Marijana Petir személyben – egy mandátumot szerzett az Európai Parlamentben. 2017. június 6-án azonban Petirt kizárták a Horvát Parasztpártból, így a párt európai parlamenti mandátum nélkül maradt.

## Választási eredmények
| Választások | Szavazatok száma | Szavazatok aránya | Mandátumok | Státusz     |
| ----------- | ---------------- | ----------------- | ---------- | ----------- |
| 1920        | 230 590          | 14,3%             | 50         | Ellenzék    |
| 1923        | 473 733          | 21,9%             | 70         | Ellenzék    |
| 1925        | 545 466          | 22,2%             | 67         | Kormánypárt |
| 1927        | 367 570          | 15,8%             | 61         | Ellenzék    |
| 1931        | betiltva         | -                 | 0          | Kormánypárt |
| 1935        | 1 076 345        | 37,4%             | 67         | Ellenzék    |
| 1938        | 1 364 524        | 44,9%             | 67         | Kormánypárt |

| Választások | Szavazatok száma | Szavazatok aránya | Mandátumok | Státusz     |
| ----------- | ---------------- | ----------------- | ---------- | ----------- |
| 1992        | 111 869          | 4,25%             | 3          | Ellenzék    |
| 1995        | 441 390          | 18,26%            | 10         | Ellenzék    |
| 2000        | 432 527          | 14,70%            | 17         | Kormánypárt |
| 2003        | 177 359          | 7,20%             | 10         | Ellenzék    |
| 2007        | 161 814          | 6,50%             | 6          | Kormánypárt |
| 2011        | 71 450           | 3%                | 1          | Ellenzék    |
| 20151       | 744 507          | 33,46%            | 1          | Ellenzék2   |
| 20163       | 636 602          | 33,82%            | 5          | Ellenzék    |
| 20204       | 414 615          | 24,87%            | 2          | Ellenzék    |

1 a Hazafias Koalíció eredménye
2 kívülről támogatják a kormányt
3 a Népi Koalíció eredménye
4 az Újrakezdés Koalíció eredménye
| Választások | Szavazatok száma | Szavazatok aránya | Mandátumok száma |
| ----------- | ---------------- | ----------------- | ---------------- |
| 2013        | 28 646           | 3,86%             | 0                |
| 2014        | 381 844          | 41,4%             | 1                |
| 2019        | 55 806           | 5,19%             | 0                |

## Fordítás
- Ez a szócikk részben vagy egészben  a   Croatian Peasant Party című angol Wikipédia-szócikk ezen változatának fordításán alapul.  Az eredeti cikk szerkesztőit annak laptörténete sorolja fel. Ez a jelzés csupán a megfogalmazás eredetét és a szerzői jogokat jelzi, nem szolgál a cikkben szereplő információk forrásmegjelöléseként.
- Ez a szócikk részben vagy egészben  a   Hrvatska seljačka stranka című horvát Wikipédia-szócikk ezen változatának fordításán alapul.  Az eredeti cikk szerkesztőit annak laptörténete sorolja fel. Ez a jelzés csupán a megfogalmazás eredetét és a szerzői jogokat jelzi, nem szolgál a cikkben szereplő információk forrásmegjelöléseként.